# Sint-Antoniuskerk (Papenburg)
De Sint-Antoniuskerk (Duits: Kirche St. Antonius) is de rooms-katholieke stadsparochiekerk in de Duitse plaats Papenburg (Landkreis Emsland).  Het grote neogotische kerkgebouw werd in de jaren 1875-1877 naar het bouwplan van de in Papenburg geboren en de bij het bisdom Osnabrück werkzame bouwmeester Alexander Behne gebouwd. Het neogotische kerkgebouw is met name een belangrijk monument omdat het zich nog grotendeels in de oorspronkelijke staat bevindt.

## Geschiedenis

#### Voorgangerkerk
Papenburg werd in de 17e eeuw als veenkolonie aan de noordgrens van het Prinsbisdom Münster gesticht en heeft sinds 1674-1680 een katholieke parochiekerk. De toenmalige wijbisschop Niels Stensen wijde de kerk op 20 augustus 1682 aan de heilige Antonius van Padua. Het kleine, torenloze Godshuis lag destijds aan de westelijke oever van het hoofdkanaal. De kerk werd in de jaren 1777-1778 weliswaar in grootte verdubbeld, maar desondanks werd het gebouw decennia later te klein voor het snel groeiende aantal parochianen. Na de bouw van de huidige Antoniuskerk werd deze voorganger tussen 1878-1881 afgebroken.

#### De huidige Antoniuskerk
Al sinds de jaren 1840 zon de parochie op nieuwbouw van de kerk. In 1868 werd tegenover de oude kerk, aan de andere kant van het veenkanaal, een stuk bouwgrond aangekocht. Wegens de grond moesten alleen al voor de fundamenten van de nieuwe kerk meer dan miljoen bakstenen worden gebruikt. De Frans-Duitse Oorlog en de grondlegging van het Duitse Keizerrijk vertraagden het bouwprogramma tot 15 juli 1875, toen de eerste steen werd gelegd. Op 11 december 1877 vond ten slotte de wijding van de nieuwe Antoniuskerk plaats door bisschop Johannes Beckmann.
De aanschaf van de inrichting, de klokken en een eerste orgel op de galerij in het noordelijk dwarsschip duurde nog tot 1885. De rijke muurbeschilderingen van Gerhard Lamers en de gebrandschilderde ramen ontstonden in de jaren 1911-1912 Tegelijkertijd werd toen voor een nieuw, groter orgel in het westelijke travee een nieuwe galerij gebouwd.
In de Tweede Wereldoorlog werden de klokken van de kerk ten behoeve van de oorlogsindustrie in beslag genomen. Gevangenen uit het veenkamp bij Aschendorf werden gedwongen de klokken te demonteren en nog in de toren op te blazen. Alhoewel de toren, de gevel van de kerk en enige vensters door granaatbeschietingen werden beschadigd, bleef de kerk grotendeels intact.
De Antoniuskerk kreeg in 1965 nieuwe vensters naar het ontwerp van Ehrentrud Trost, in 1974 volgde een nieuw orgel. Een deel van het kerkplein met de lindebomen moesten in 1966 wegens de aanleg van de Bundesstraße 70 wijken. De altaarruimte werd in 1977 opnieuw vormgegeven en in 1978 ontstond aan de zuidelijke kant van het koor de Kruiskapel voor dagelijkse diensten.

## Architectuur
De Antoniuskerk is een drieschepige baksteenkerk met een lengte van 70 meter en een breedte van 35 meter. Tussen de vier westelijke en de drie oostelijke traveeën zijn twee lagere dwarsschepen ingevoegd, die echter geen echt transept en geen viering vormen. De toren van de kerk is 88 meter hoog, heeft een spits met op de hoeken van de toren kleine siertorentjes. Aan het oosten sluit zich een ingesnoerde, polygonale apsis aan.

## Inrichting
Het metselwerk in de kerk bestaat uit rode baksteen met patronen van groen geglazuurde stenen. Naast de rijk versierde kapitelen onder de gewelfribben en de gebrandschilderde ramen uit 1911-1912 en 1965 zijn het met name de oorspronkelijke muur- en gewelfbeschilderingen van Gerhard Lamers die indruk maken. De beschildering bestaat uit taferelen uit de heilsgeschiedenis en talrijke, deels fabelachtige, planten en dieren. In het koor staat het hoogaltaar van zandsteen met een kruisigingsgroep en flankerende heiligen. Noemenswaardig zijn ook de kansel, de zijaltaren, de biechtstoelen en de kruisweg.
Het huidige orgel verving het instrument van 1911 en werd door de orgelbouwfirma Ernst Brand uit Quickborn gebouwd voor de Sint-Jozefkerk te Wandsbek. In 1973 werd het door de Sint-Antoniuskerk aangekocht. De orgelbouwer Speith uit Rietberg vergrootte het instrument tot 26 registers.